# Trapped by Television
Trapped by Television è un film fantascientifico del 1936 per la regia di Del Lord.
La storia è incentrata sull'invenzione di un sistema televisivo, una grande novità per l'epoca, dato che la prima emittente televisiva regolare (BBC in Gran Bretagna) iniziò a trasmettere quattro mesi dopo la distribuzione del film.
Il film, anche conosciuto col titolo Caught by Television nel Regno Unito, è inedito in italiano.

## Trama
Fred Dennis, un giovane inventore, sta lavorando alla sua ultima creazione, un innovativo sistema televisivo con schermo televisivo e telecamera in grado di rivoluzionare il mondo dell'informazione, ma è in difficoltà nel portare a termine il suo progetto per mancanza di fondi. I suoi problemi monetari sono peggiorati da un esattore aggressivo che preme per i pagamenti e dalla concorrenza da uno scienziato rivale. Quando finalmente Dennis riesce a trovare una compagnia finanziaria disposta a mettergli a disposizione le risorse necessarie, figure del crimine organizzato tentano di sabotare il suo progetto, senza farsi scrupoli di ricorrere all'omicidio, gettando nella disperazione l'intrepido inventore.

## Produzione
Il film fu prodotto, in bianco e nero, negli Stati Uniti dalla Columbia Pictures Corporation.
Sebbene la televisione elettronica venne realizzata nel 1927 (dopo quella elettromeccanica, più rudimentale, del 1923), i televisori non erano disponibili in commercio fino a dopo il 1936. Il modello mostrato nel film venne progettato appositamente utilizzando una proiezione retroilluminata di un'immagine in movimento sullo schermo. Lo schermo era notevole per le sue grandi dimensioni, quando i veri schermi televisivi del periodo erano più piccoli. Le trasmissioni televisive regolari della BBC ebbero inizio il 2 novembre 1936, quattro mesi dopo la distribuzione di questo film.

## Distribuzione
Il film, distribuito nelle sale statunitensi dalla Columbia Pictures il 15 giugno 1936, è anche conosciuto col titolo Caught by Television nel Regno Unito e Hvad Fjernsynet afslørede in Danimarca, dove fu distribuito il 29 marzo 1937.
La pellicola è entrata nel pubblico dominio negli Stati Uniti.
Negli Stati Uniti è stata distribuita nel circuito dell'home video in VHS nel 1997 da Sinister Cinema, in DVD nel 2004 da Alpha Video Distributors e nel 2011 da Mill Creek Entertainment.

## Critica
Fantafilm scrive che "Insieme con i successivi Una dramma per televisione e Television Spy, questo film, oggi dimenticato, enfatizza la novità tecnologica del piccolo schermo. Ingenuo nelle premesse e vicino ai racconti polizieschi negli sviluppi, [...] ipotizza (forse senza intenzione) una "società delle immagini", cinica, crudele e fagocitante (non molto lontana da quella attuale), ma condivide con l'ottimistica tradizione hollywoodiana i valori dell'individuo che si fa strada da sé [...]."